# Егоровка (Красноярский край)
Егоровка — деревня в Нижнеингашском районе Красноярского края. Входит в состав Павловского сельсовета.

## География
Деревня находится в восточной части края, в пределах таёжной лесорастительной зоны, на левом берегу реки Черемшанки, на расстоянии приблизительно 36 километров (по прямой) к югу от Нижнего Ингаша, административного центра района.
Климат
Климат характеризуется как резко континентальный, с продолжительной морозной малоснежной зимой и коротким жарким летом. Зима продолжается в течение 6-7 месяцев. Абсолютный минимум температуры воздуха составляет −51 °C (по данным метеостанции г. Канска). Продолжительность периода с температурой более 10˚С составляет 100—110 дней. Среднегодовое количество атмосферных осадков составляет 484 мм.

## История
Основана в 1900 году. По данным 1926 года в деревне имелось 19 хозяйств и проживало 86 человек (44 мужчины и 42 женщины). В национальном составе населения того периода преобладали русские. В административном отношении входила в состав Тарамбанского сельсовета Амонашевского района Канского округа Сибирского края.

## Население
| 2010 |
| ---- |
| 0    |